# Sameradion
Sameradion är en radioprogramverksamhet inom Sveriges Radio som riktar sig till den samiska befolkningen i Sverige. Sameradion startades 1952 av dåvarande Radiotjänst. Sameradion erbjuder nyheter, aktualiteter, kultur, sport, underhållning, debatt, barnradio, ungdomsradio och nyheter om andra ursprungsfolk i världen.